# Active Denial System
Active Denial System (ADS), et amerikansk, ikke-skadeligt våbensystem, der kan anvendes blandt andet som strålekanon.
Systemet udsender højfrekvente radiobølger, der føles som kogende vand, når de rammer en person. Der er ingen bivirkninger, og våbnet kan blandt andet anvendes til at slå demonstranter tilbage.
Strålen affyres med lysets hastighed og rammer alt på dens vej med en intens varmestråling. Et skud varer i fire sekunder.